# ビトクラシー
ビトクラシー（vetocracy）またはベトクラシーは、機能不全に陥ったガバナンス制度の一つ。ビトクラシーの下では、単一の実態（entity）が意思決定を行い、有効な支出（charge）を行うのに十分な力を得ることができない。
フランシス・フクヤマにより考案されたこの用語は、政府及び機関において、拒否権を使用しうる過剰な力や意志を指している。これらの制限は、加盟国間の信頼の欠如や、主権譲渡への躊躇を指す場合がある。
ビトクラシー的限界の認識が妨害し、そしてその崩壊の原因となった機関には、ポーランド・リトアニア共和国、連合規約、アメリカ連合国、国際連盟などがある。また、近年の国連安全保障理事会は、常任理事国の排他的拒否権のために決定的な行動が取れないと批判されてきた。フクヤマは、米国がこのような危機に直面していたと主張している。